# Bernard Duhaime
Bernard Duhaime (* vor 1980) ist ein kanadischer Rechtswissenschaftler. Er ist Professor für öffentliches internationales Recht an der Universität von Québec in Montreal (UQAM). Seit 2024 ist er Sonderberichterstatter zur Förderung der Gerechtigkeit bei schweren Verletzungen der Menschenrechte beim UN-Menschenrechtsrat.

## Karriere
Nach seiner juristischen Ausbildung wurde Bernard Duhaime 1996 Mitglied der Anwaltskammer von Quebec in Kanada. Zunächst arbeitete er im Sekretariat der Interamerikanischen Menschenrechtskommission der Organisation Amerikanischer Staaten.
2004 wechselte er an die Fakultät für Politik- und Rechtswissenschaften an der Universität von Québec in Montreal. Heute lehrt er dort als Professor für öffentliches internationales Recht. Schwerpunkte seiner Arbeit sind internationales Menschenrecht und das Interamerikanische Menschenrechtssystem. Er gründete die International Clinic for the Defense of Human Rights der UQAM und leitete sie viele Jahre.
Er ist assoziierter Forschungsstipendiat der Genfer Akademie, er war Gastwissenschaftler am Europäischen Hochschulinstitut in Fiesole, an der Harvard University, der University of Southern California und der New York University, an der University of Victoria in British Columbia, an der Universidad Nacional in San Martín (Buenos Aires)  und der Universität in Palermo (Buenos Aires), an der Universität Panthéon-Assas, der Universität Aix-Marseille und der Stiftung René Cassin sowie an der Universität Carlos III in Madrid.

## Sonstige Aufgaben
Bernard Duhaime ist Mitglied des Vorstands des University Network for Human Rights und des Center for Human Rights and Legal Pluralism der McGill University. Er ist Mitglied am Center for the Study of International Law and Globalization (UQAM), dem Observatory of the Americas (UQAM) und dem Center for Inter-American Studies der Laval University. Er war für den Internationalen Strafgerichtshof für das ehemalige Jugoslawien tätig. Er ist Mitglied des Redaktionsausschusses des Torture Journals und Mitverfasser des jährlichen Überblicks über die Rechtsprechung des Interamerikanischen Menschenrechtssystems im Quebec Journal of International Law.

## Ehrenamtliche Tätigkeit
Von 2014 bis 2021 war Duhaim Mitglied der Arbeitsgruppe der Vereinten Nationen gegen erzwungenes oder unfreiwilliges Verschwinden von Personen. Seit 2024 ist er als Nachfolger des Argentiniers Fabián Salvioli UN-Sonderberichterstatter zur Förderung der Wahrheit, Gerechtigkeit, Rehabilitierung und Garantie der Nichtwiederholung.

## Auszeichnungen
- 2011 Fulbright Visiting Chair in Public Diplomacy an der University of Southern California (USC) und gleichzeitig Visiting Fellow am Human Rights Program der Harvard Law School[3]
- 2017 Fellowship der Pierre Elliott Trudeau Foundation[4]

## Publikationen (Auswahl)
- Bernard Duhaime: From Geneva to San José: The ILO standards and the Inter‐American System for the protection of human rights. In: Éloïse Décoste (Hrsg.): International Labour Review 159(4):525-544. Dezember 2020, doi:10.1111/ilr.12196 (englisch).
- Bernard Duhaime: Ten Reasons Why Canada Should Join the American Convention on Human Rights. In: Revue générale de droit 49:187. Januar 2019, doi:10.7202/1055489ar (englisch).
- Bernard Duhaime, Andréanne Thibault: Protection of migrants from enforced disappearance: A human rights perspective : https://www.cambridge.org/core/journals/international-review-of-the-red-cross/article/protection-of-migrants-from-enforced-disappearance-a-human-rights-perspective/0CDF6D4CAA04995083AA4FDAA5A1F3E8. In: International Review of the Red Cross 99(905):1-19. Juli 2018, doi:10.1017/S1816383118000097 (englisch).
- Bernard Duhaime: Multilateral Human Rights in a Shifting World Order: Perspectives From a UN Special Procedure Mandate. In: Revue québécoise de droit international 31(2):213. Januar 2018, doi:10.7202/1068669ar (englisch).
- Bernard Duhaime: Women's Rights in Recent Inter-American Human Rights Jurisprudence. In: Proceedings of the ASIL Annual Meeting 111:258-260. Dezember 2017, doi:10.1017/amp.2017.38 (englisch).